# Trissexodon constrictus
Trissexodon constrictus es una especie de molusco gasterópodo de la familia Helicidae en el orden de los Stylommatophora.

## Distribución geográfica
Se encuentra en Francia y España. 